# HD 113994
HD 113994，又名BD+62 1275，SAO 15985、HR 4953，是一颗恒星，视星等为6.14，位于銀經119.88，銀緯55，其B1900.0坐标为赤經13h 2m 25.9s，赤緯+62° 55′ 41″。